# Sande (São Martinho)
Sande (São Martinho) (oficialmente; também usado São Martinho de Sande) é uma freguesia portuguesa do município de Guimarães, com 3,3 km² de área e 2 239 habitantes (censo de 2021). A sua densidade populacional é 678,5 hab./km².

## Património
Por Sande passava a Via Romana, que ligava Bracara Augusta (Braga) a Emerita Augusta (Mérida (Espanha)). Ainda hoje se encontram vestígios dessa via e implantando nela os célebres quatro túmulos, denominados "Quatro Irmãos" que deu nome ao lugar. Não se sabe ao certo que pessoas aí foram sepultadas.[carece de fontes?]

## Demografia
A população registada nos censos foi:
| Distribuição da População por Grupos Etários | Distribuição da População por Grupos Etários | Distribuição da População por Grupos Etários | Distribuição da População por Grupos Etários | Distribuição da População por Grupos Etários |
| -------------------------------------------- | -------------------------------------------- | -------------------------------------------- | -------------------------------------------- | -------------------------------------------- |
| Ano                                          | 0-14 Anos                                    | 15-24 Anos                                   | 25-64 Anos                                   | > 65 Anos                                    |
| 2001                                         | 597                                          | 497                                          | 1488                                         | 298                                          |
| 2011                                         | 391                                          | 344                                          | 1445                                         | 353                                          |
| 2021                                         | 246                                          | 245                                          | 1252                                         | 496                                          |

## Desporto
O clube mais representativo é o Grupo Desportivo Recreativo Cultural Os Sandinenses .

## Associações
- C.N.E - Agupamento 316
- Rancho Folclórico
- ARADCAS - Associação dos Amigos de Sande São Martinho